# Harris Gut (Saint John Capisterre)
Harris Gut ist ein so genannter ghaut (gut), ein ephemeres Gewässer ähnlich einer Fiumara, auf St. Kitts, im karibischen Inselstaat St. Kitts und Nevis.

## Geographie
Der Fluss entspringt im Norden von St. Kitts, hoch am Hang des Mount Liamuiga. Zusammen mit anderen Quellbächen den verläuft er den steilen Hang hinab nach Norden und mündet bald bei Saddlers in der Siedlung Harris Village, in der Nähe der Black Rocks ins Karibische Meer.
Auf der Südseite der Insel gibt es den gleichnamigen Harris Gut.